# Новий Юрт
Новий Юрт (рос. Новый Юрт, марій. Усурт) — присілок у складі Моркинського району Марій Ел, Росія. Входить до складу Шиньшинського сільського поселення.

## Населення
Населення — 99 осіб (2010; 118 у 2002).
Національний склад (станом на 2002 рік):
- марі — 97 %